# Сова Анатолій Андрійович
Анато́лій Андрі́йович Сова (1 лютого 1958 — 28 серпня 2014) — старший солдат Збройних сил України. Учасник війни на сході України.

## Життєпис
Народився 1958 року в селі Сергіївка (Юр'ївський район, Дніпропетровська область). 1975 року закінчив Синявську ЗОШ, по тому — Білоцерківське училище, електрик, тоді ж закінчив курси водіїв. Пройшов строкову військову службу в лавах Збройних Сил СРСР. Працював на комбікормовому заводі — електрик, водій. В 2010-х був приватним підприємцем. Мешкав в селі Синява Рокитнянського району Київської області.
З 26 серпня 2014 року — доброволець, радіотелеграфіст, 72-га окрема механізована бригада.
28 серпня 2014-го загинув під час виконання бойового завдання біля села Новогнатівка Волноваського району. Існують різночитання щодо місця загибелі — стверджується, що загинув під час виконання бойового завдання в районі с. Миколаївка, Шахтарський район Донецької області, за іншими джерелами — о 15:30 колона з боєприпасами центропідвозу в супроводі конвою потрапила в засідку в районі смт Комісарівка (Перевальський район Луганська область) поблизу Дебальцевого.
Без Анатолія лишились дружина, син та донька.
Похований в селі Синява.

## Нагороди та вщанування
- орденом «За мужність» III ступеня (23.5.2015, посмертно)
- 4 серпня 2015 року в Синявській ЗОШ відбулося відкриття меморіальної дошки Анатолію Сові
- Його портрет розміщений на меморіалі «Стіна пам'яті полеглих за Україну» у Києві: секція 3, ряд 5, місце 13
- Вшановується 28 серпня на щоденному ранковому церемоніалі вшанування українських захисників, які загинули цього дня у різні роки внаслідок російської збройної агресії[1]